# 第3世代ジェット戦闘機

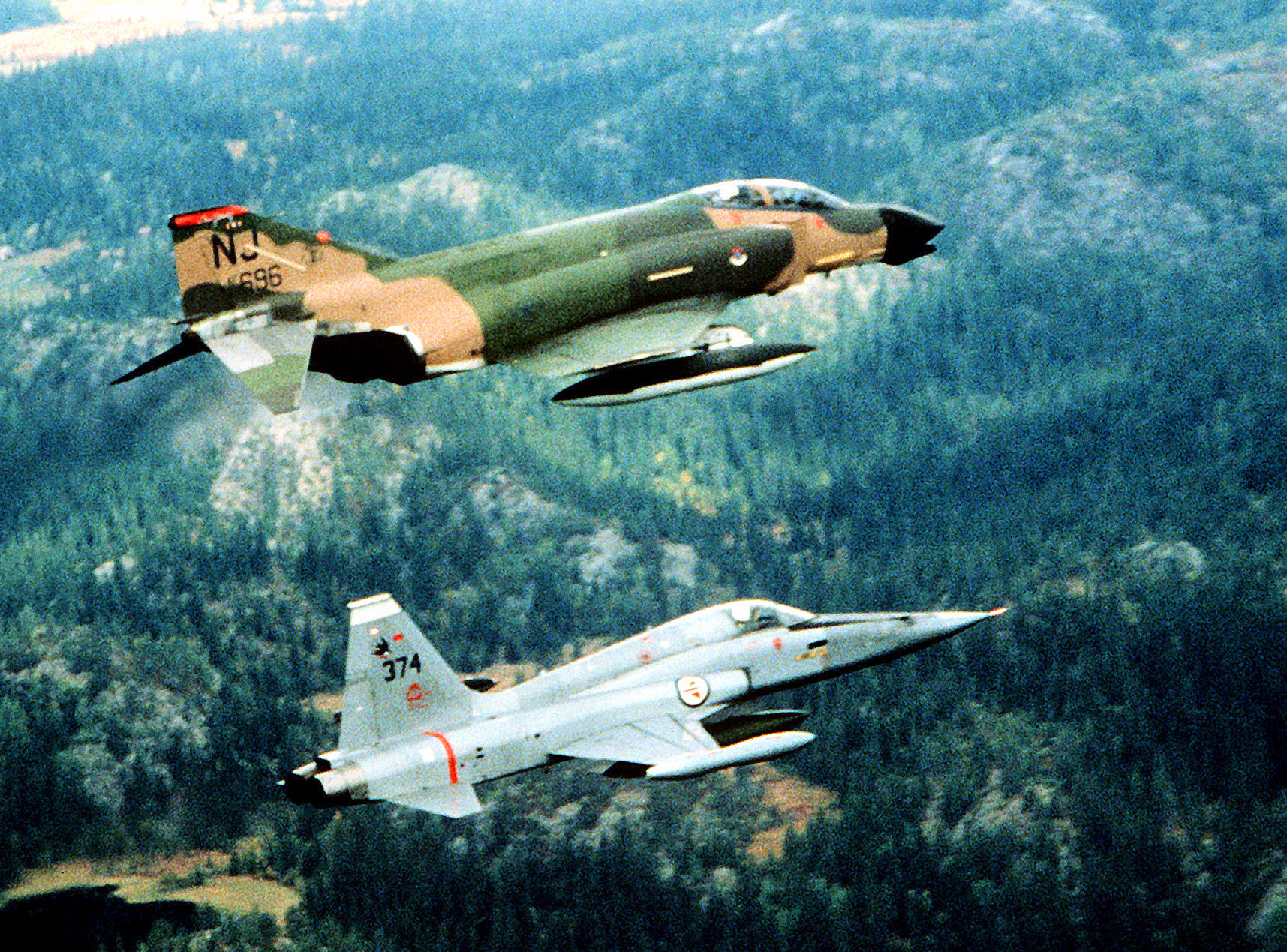
共に第3世代ジェット戦闘機であるF-4とF-5

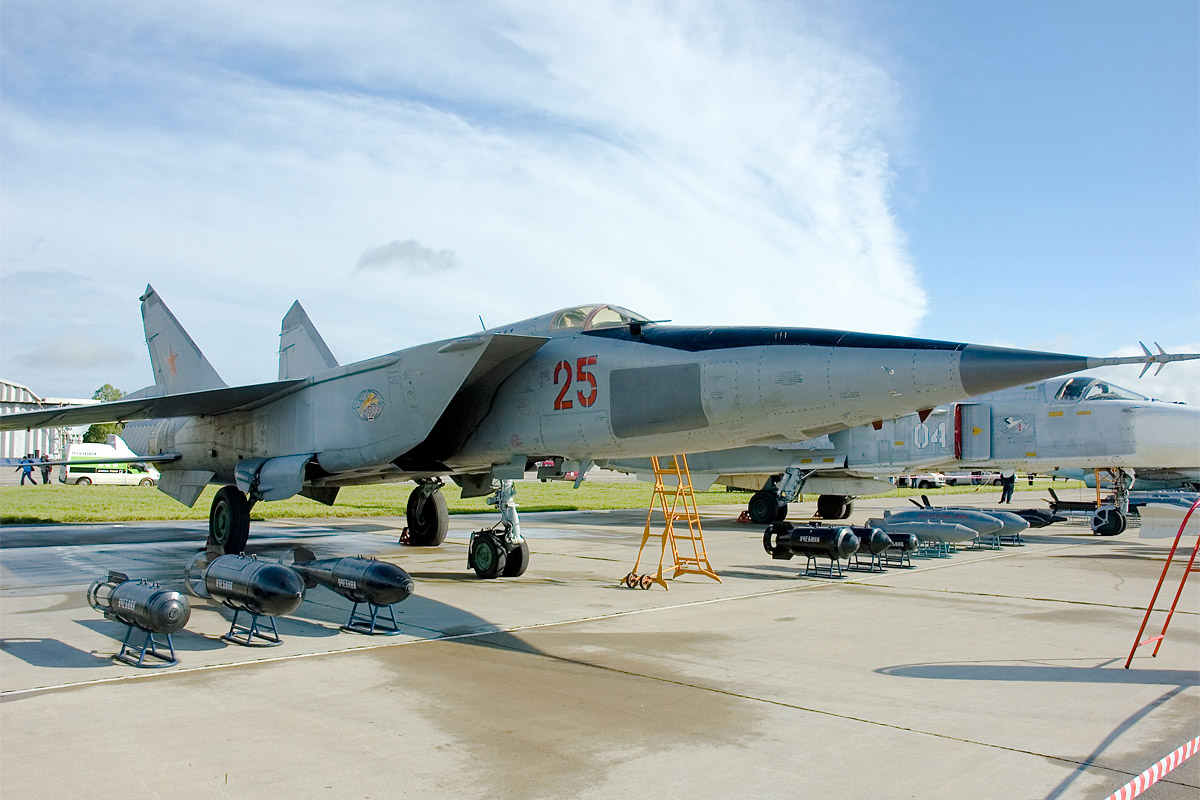
MiG-25

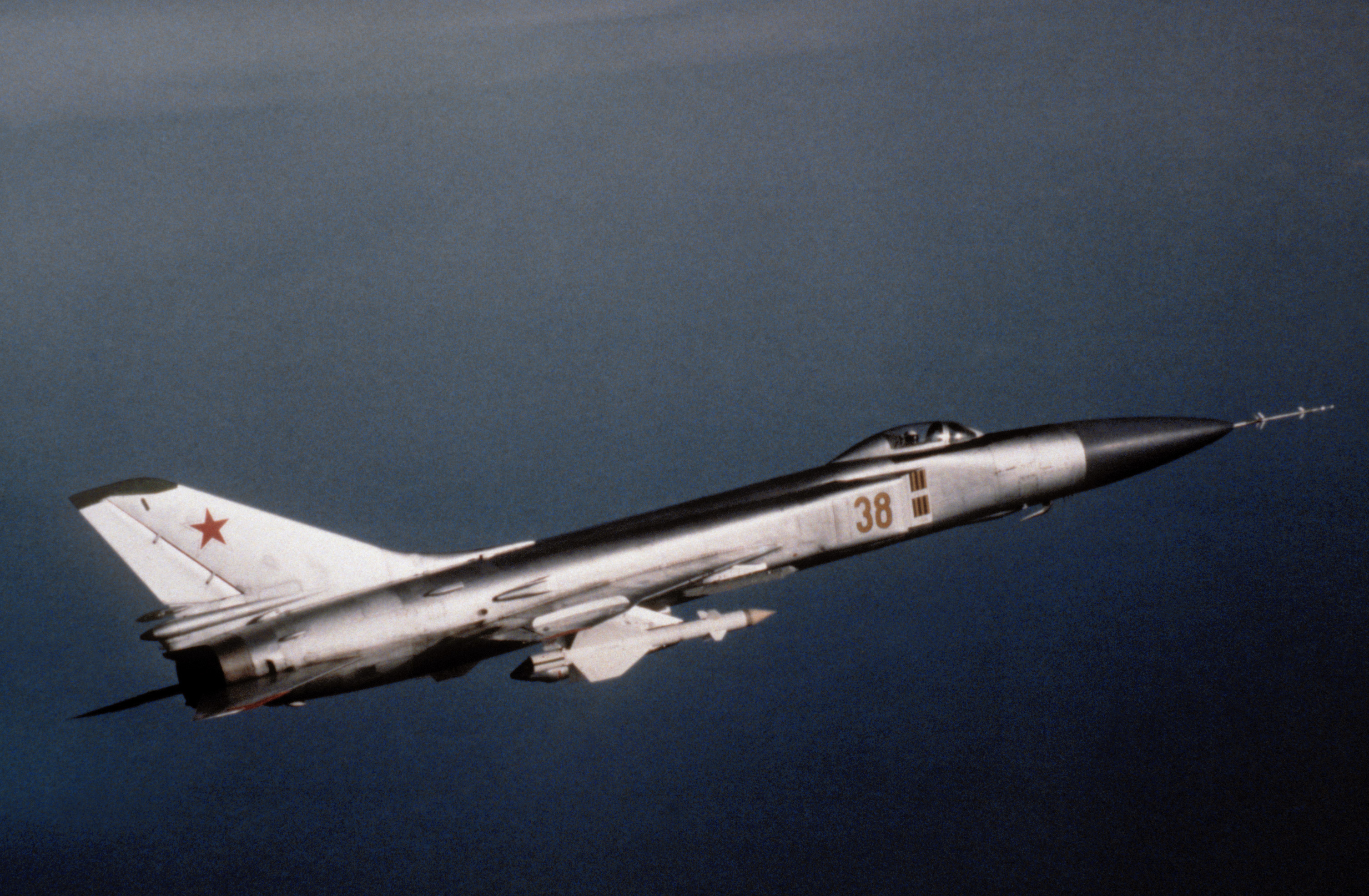
Su-15

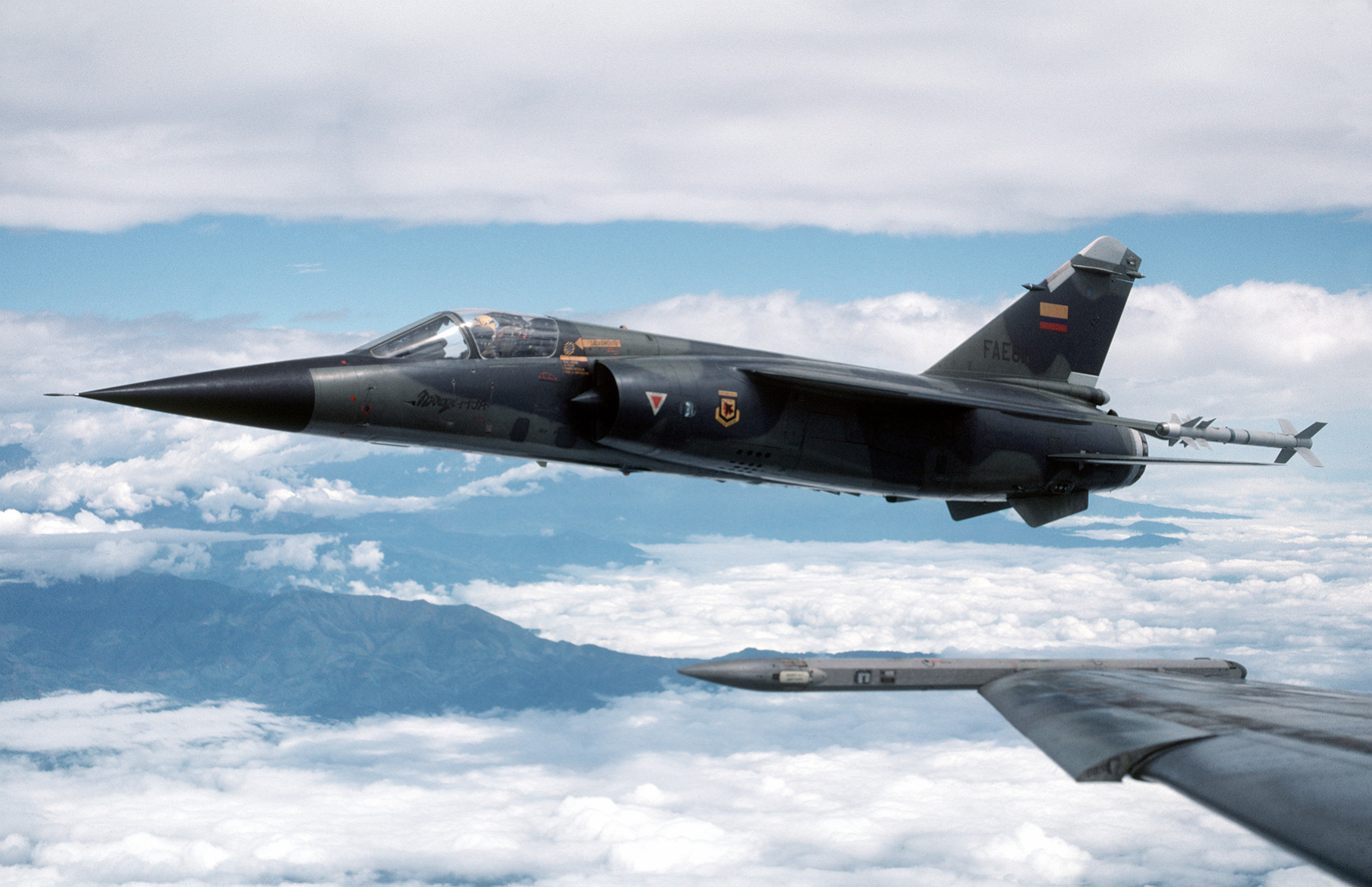
ミラージュF1

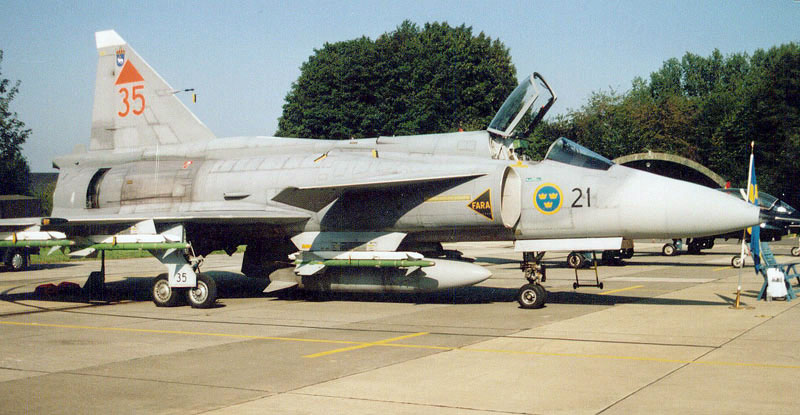
サーブ 37 ビゲン

第3世代ジェット戦闘機（だい3せだいジェットせんとうき、英語:third generation jet fighter）とは、主に1960年代に登場した超音速ジェット戦闘機の事をいう。
先の第2世代ジェット戦闘機との区別は曖昧であるが、アメリカ製戦闘機の場合は、空軍のセンチュリーシリーズまでが第2世代とされ、それより後に登場した戦闘機が第3世代とされる。ソ連製では、1967年7月に行われたモスクワ・ドモデドボ空港での航空ショーで発表され、世界に衝撃を与えた一連の戦闘機が、第3世代とされる。
防衛省の認識では、先の第2世代ジェット戦闘機の能力に加え、マルチロール・電波ホーミングミサイル搭載能力・夜間戦闘能力を有するものが第3世代としている。

## 第3世代ジェット戦闘機
アメリカ合衆国
- F-111 アードバーク
- F-4 ファントムII
- F-5 フリーダムファイター/タイガー

 ソビエト連邦
- MiG-21MF/bis
- MiG-23
- MiG-25
- Su-15
- Su-17
- Tu-128

 フランス
- ミラージュ F1

 スウェーデン
- サーブ 37 ビゲン

 中国
- J-8
- J-8II
- JH-7

 日本
- 三菱 F-1

 イスラエル
- クフィル

 イラン
- アザラフシュ
- サーエゲ

 南アフリカ共和国
- チーター